# Christopher Plummer
Arthur Christopher Orme Plummer (13 tháng 12 năm 1929–05 tháng 2 nǎm 2021) là một diễn viên người Canada. Một số bộ phim nổi tiếng thời kỳ đầu của ông là The Night of the Generals, The Return of the Pink Panther, The Sound of Music, The Man Who Would Be King và Lock Up Your Daughters.